# Stemwede
Stemwede [ʃtɛmˈveːdə] ⓘ (niederdeutsch: Stemwäide) ist eine Gemeinde in Nordrhein-Westfalen. Sie gehört zum Kreis Minden-Lübbecke im Regierungsbezirk Detmold in Ostwestfalen-Lippe. Benannt nach einer mittelalterlichen Landschaftsbezeichnung entstand die Gemeinde 1973 durch Zusammenschluss der dreizehn Gemeinden der ehemaligen Ämter Levern und Dielingen-Wehdem. Hauptort ist Levern.
Mit 81 Einwohnern pro km² ist Stemwede die am dünnsten besiedelte Kommune des Kreises Minden-Lübbecke und eine der am dünnsten besiedelten Gemeinden in Nordrhein-Westfalen. Die Ortsteile Levern, Destel und Wehdem wurden 969 erstmals erwähnt.

## Geografie

### Geografische Lage

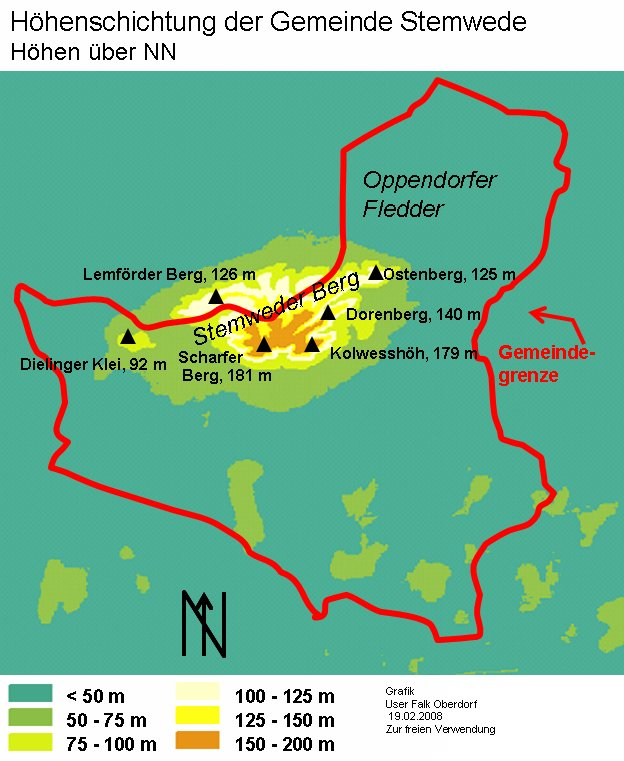
Topographie des Gemeindegebiets

Stemwede liegt im Nordostteil des Bundeslands Nordrhein-Westfalen. Die Gemeinde befindet sich im Norden Ostwestfalen-Lippes (Regierungsbezirk Detmold) und im Nordwesten des Kreises Minden-Lübbecke. Sie erstreckt sich innerhalb des Naturparks Dümmer in der Nähe des „NRW-Nordpunkts“, der den nördlichsten Teil des Landes markiert. Die nächstgelegenen Großstädte sind Osnabrück (30 km südwestlich) und Bielefeld (45 km südlich).
Stemwede gehört kulturräumlich zur Landschaft des Mindener Lands. Naturräumlich liegt das Gemeindegebiet vollständig in Geestlandschaften der Norddeutschen Tiefebene. Das Gebiet gehört zur naturräumlichen Untereinheit Dümmer-Geestniederung. Der namensgebende Dümmer liegt etwa 4 km nördlich der Gemeinde. Die Dümmer-Geestniederung lässt sich im Gemeindegebiet wiederum in zwei Naturräume gliedern. Stemwede befindet sich demnach größtenteils im Teilraum Rahden-Diepenauer Geest. Im Norden der Gemeinde geht das Gebiet bereits in die Diepholzer Moorniederung über.
Das Gemeindegebiet ist überwiegend eben, Erhebungen gibt es kaum. Ausnahme ist der Stemweder Berg (auch: „Stemmer Berge“ genannt) im Norden, deren höchster Berg, die bei Westrup gelegene Kollwesshöh, 181,4 m ü. NN aufweist; sein nordwestlicher Nachbar ist der Scharfe Berg (180,1 m ü. NN). Diese kleine Bergkette ist ein isolierter Ausläufer der Mittelgebirge. Südlich davon liegen mit dem Leverner Hügel, dem Sunderner Hügel und dem westlich gelegenen Dielinger Klei kleinere kaum mehr die Umgebung überragende Erhebungen. Im Nordosten der Gemeinde erstreckt sich das Oppenweher Moor und der der tiefste Punkt der Gemeinde mit rund 38 m ü. NN. Insgesamt liegen im Gemeindegebiet nur rund 6,5 km² (weniger als 4 %) höher als 100 m ü. NN und lediglich rund 1,5 km² (weniger als 1 %) höher als 150 m ü. NN.
Die meisten Gewässer des Gemeindegebiets zählen zu Kanälen, die das Gebiet in regelmäßigen Abständen entwässern. Sie wurden künstlich angelegt und bilden kein klassisches Flusssystem aus Neben- und Hauptflüssen, das sich aus der Fließrichtung ergibt. Größter Fluss im eigentlichen Sinn ist daher der Große Dieckfluss, der von Süden kommend die Gemeinde Richtung Nordosten durchfließt. In ihn entwässern die meisten Gewässer im Osten des Gemeindegebiets. Einige der Bäche im Südosten der Gemeinden entwässern wie der Große Dieckfluss auch direkt in die Große Aue, die im Osten nahe der Gemeindegrenze an Stemwede vorbeifließt. Im Westen liegt die Gemeinde im Einzugsgebiet der Hunte, die etwa 400 m jenseits der östlichen Gemeindegrenzen an Stemwede vorbeifließt. Das Gemeindegebiet gehört folglich zum Einzugsgebiet der Weser.
Siehe auch: Naturräume in OWL, Gewässer in OWL

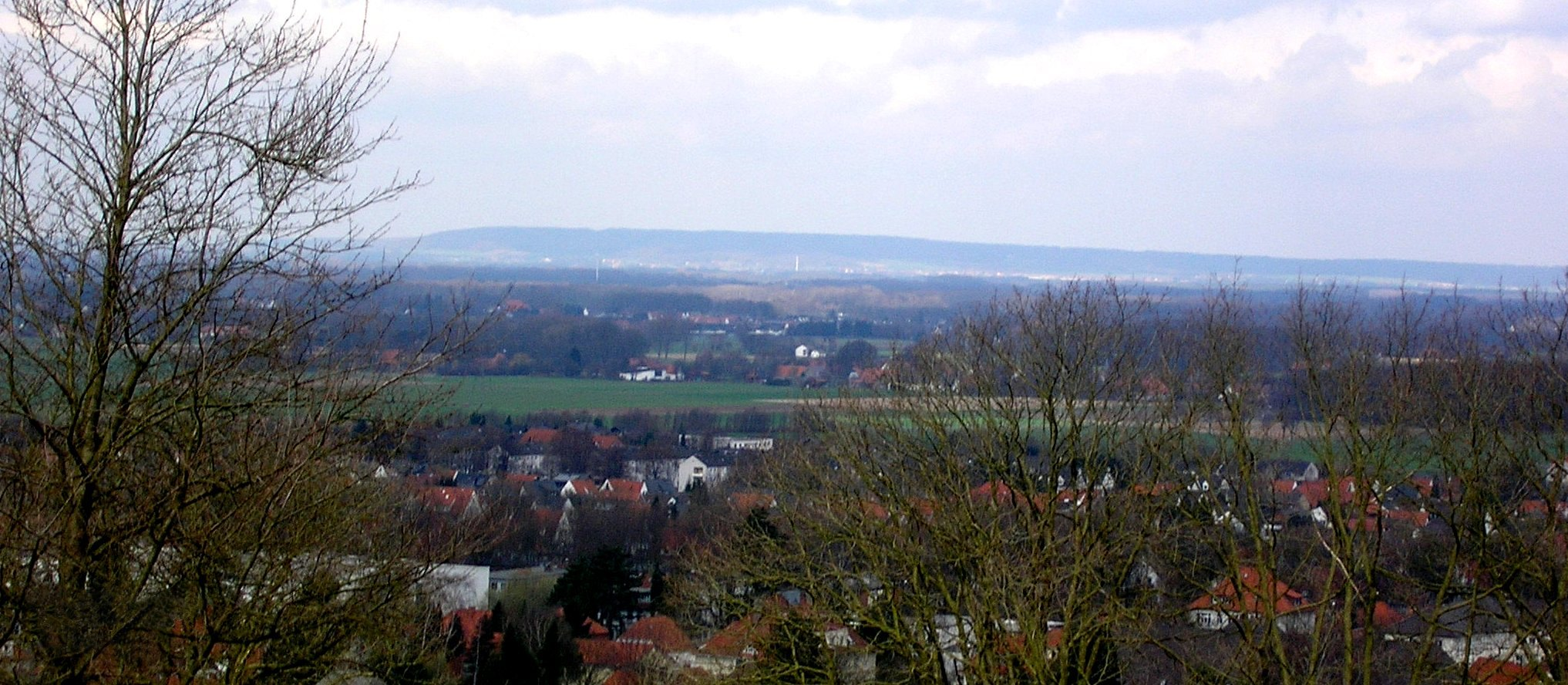
Vom Wiehengebirge aus gesehen, zeichnet sich der Stemweder Berg deutlich in der Norddeutschen Tiefebene als isolierter Gebirgszug ab
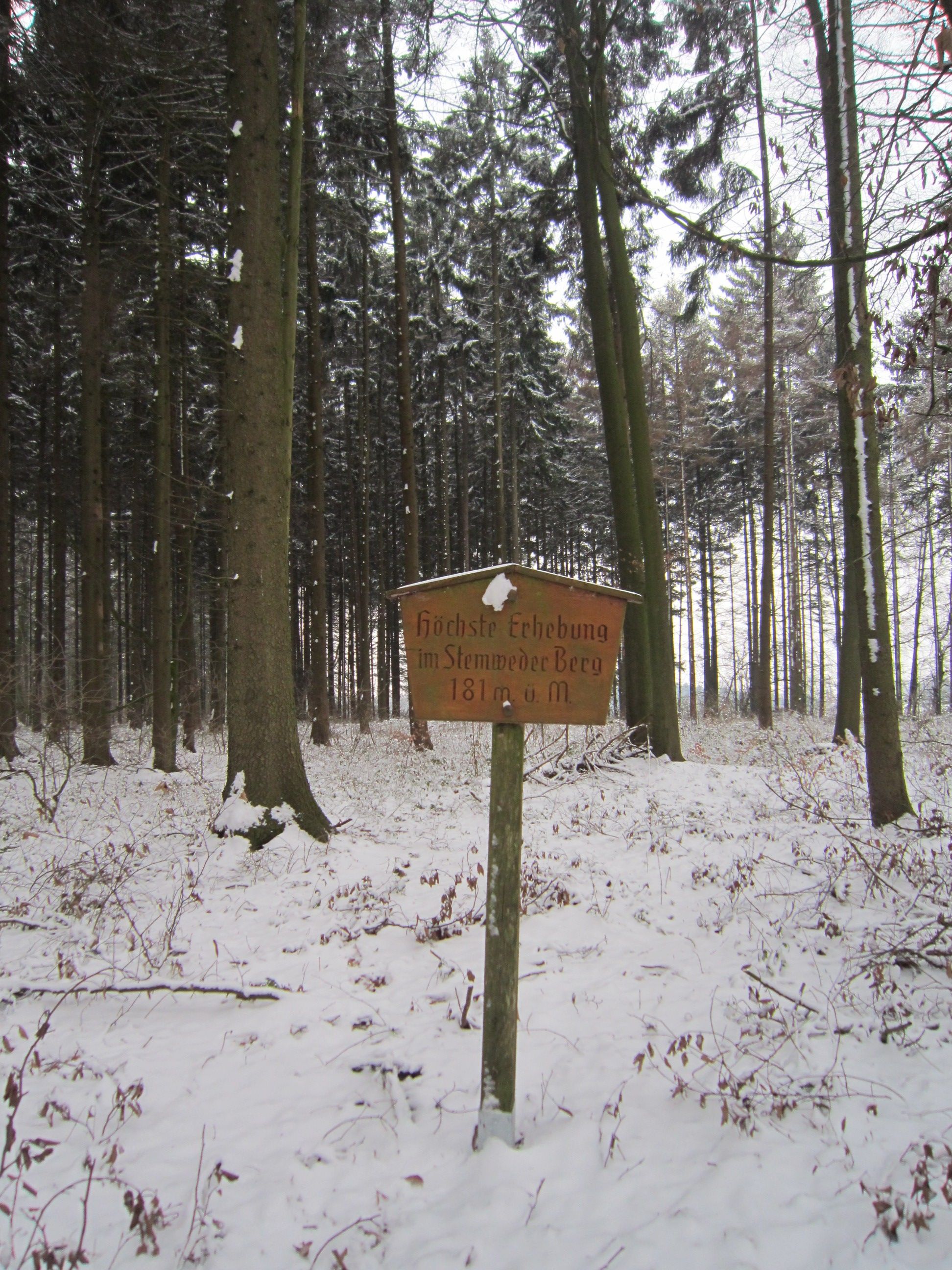
Der Scharfe Berg, die zweithöchste Erhebung des Stemweder Bergs
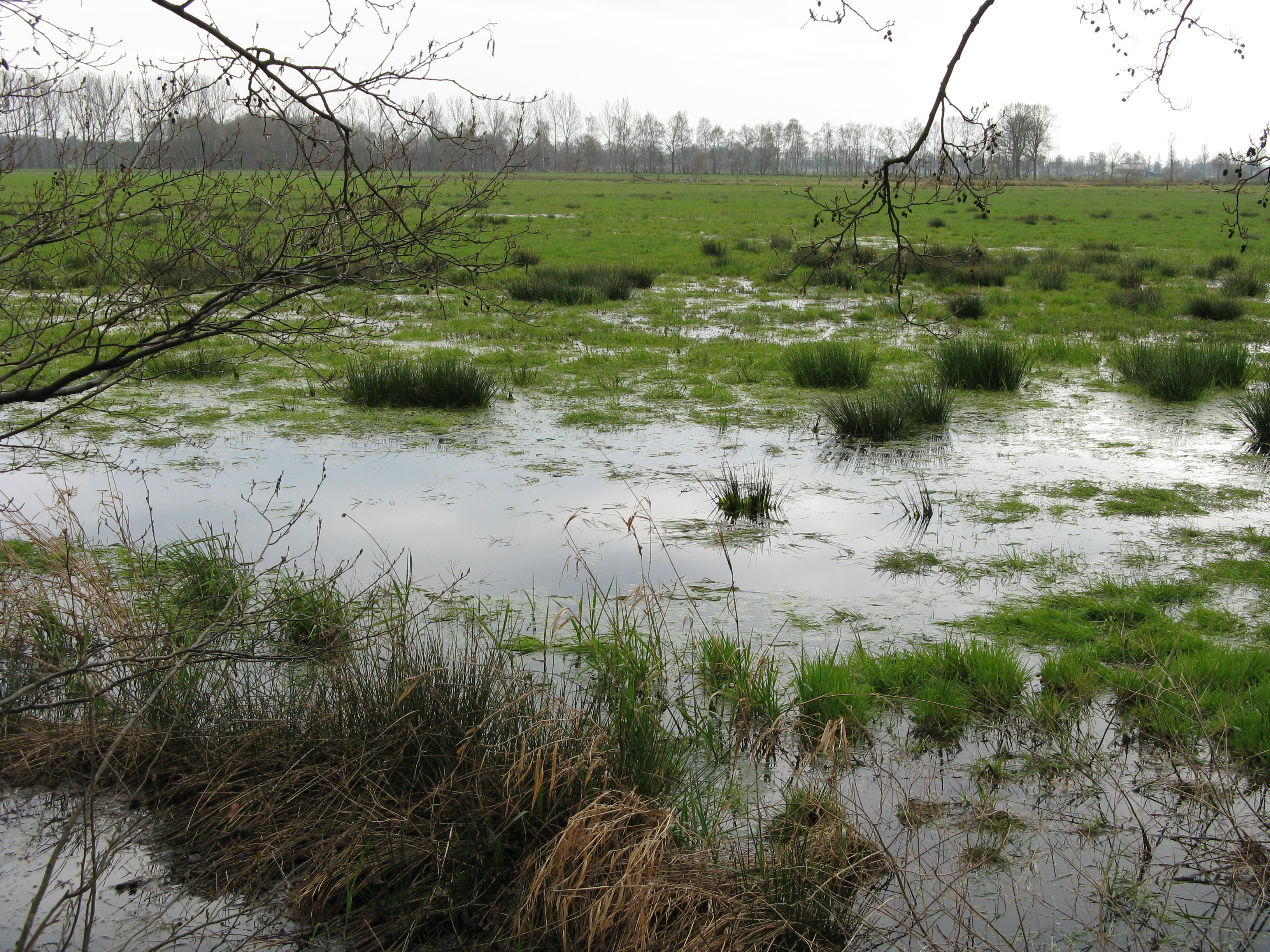
Landschaft im Oppenweher Moor
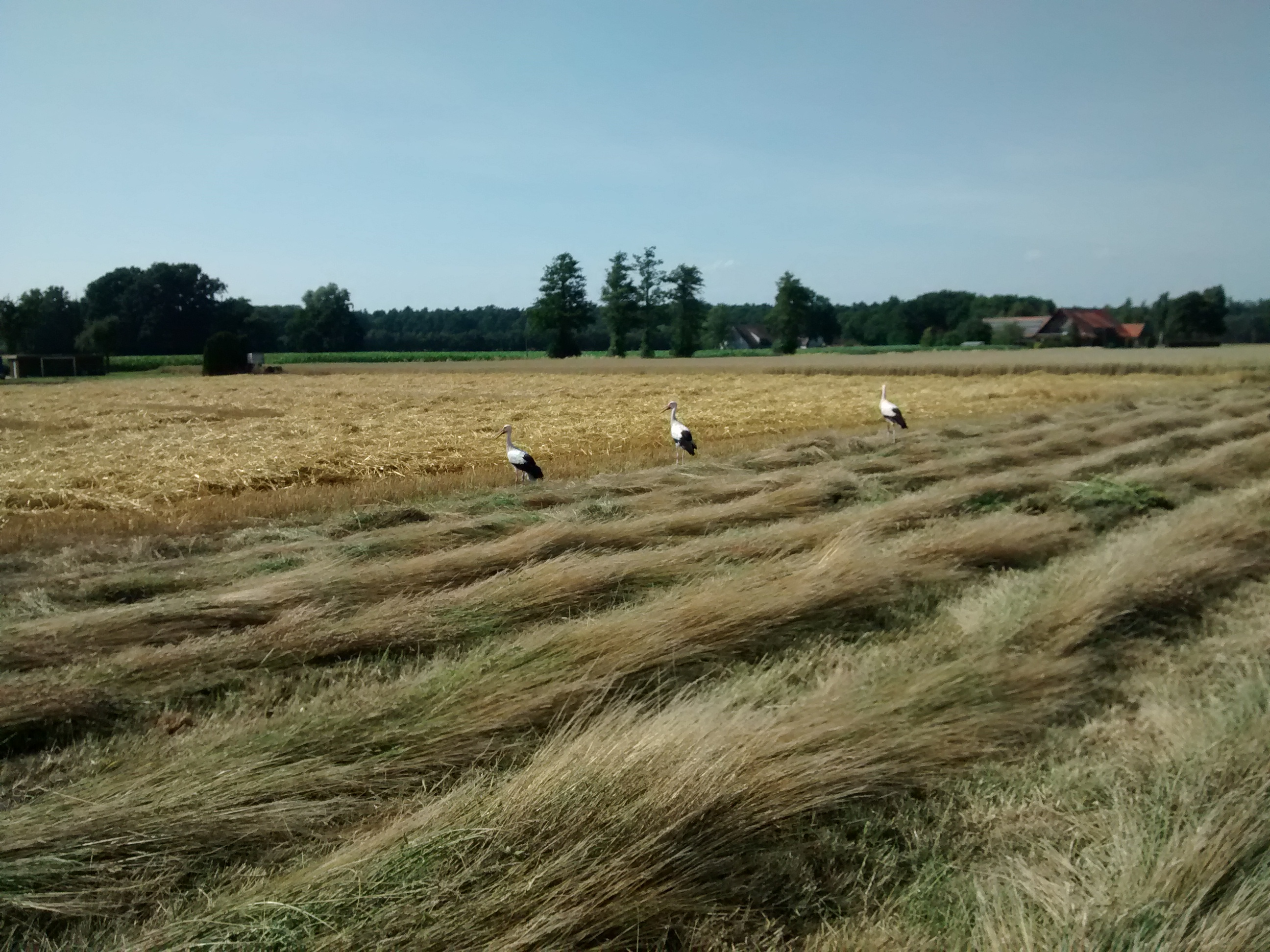
Drei Störche auf dem Feld in Twiehausen

### Flächennutzung

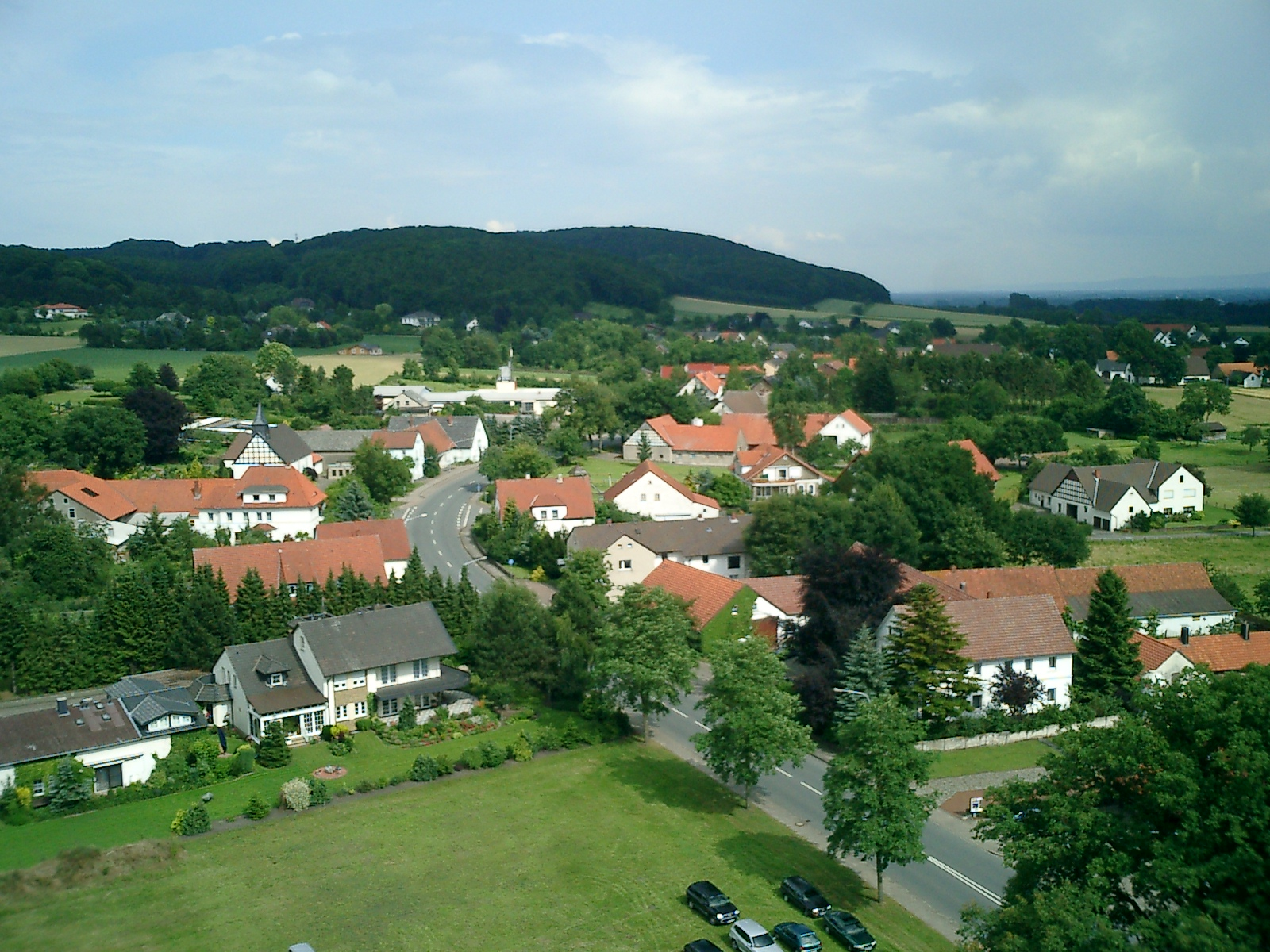
Stemwede zeichnet sich durch eine geringe Siedlungsdichte und vielfältige Landnutzung aus.

Stemwede ist mit 81 Einw./km² die am dünnsten besiedelte Gemeinde des Kreises. Dieser Umstand ist umso bemerkenswerter, da das Gemeindegebiet über vergleichsweise wenige Waldgebiete, hingegen über überdurchschnittlich viel grundsätzlich besiedelbares Land verfügt. Ca. 6000 Einwohner, also knapp die Hälfte der Bevölkerung, konzentrieren sich dabei auf die drei größten Ortschaften Levern, Dielingen und Oppenwehe. Weite Bereiche im zentralen Gebiet der Gemeinde und im äußersten Norden weisen hingegen eine äußerst niedrige Besiedelungsdichte auf. Einzige größere Waldgebiete sind der bewaldete Stemweder Berg sowie der Lever Wald bei Levern. Eine Übersicht über die Flächennutzung gibt folgende Tabelle:
| Fläche nach Nutzungsart    | Landwirt- schaftsfläche | Wald- fläche | Siedlungs- und Verkehrsfläche | Wasser- fläche | Sonstige Nutzung |
| -------------------------- | ----------------------- | ------------ | ----------------------------- | -------------- | ---------------- |
| Fläche in ha               | 12.413                  | 1.804        | 1.837                         | 384            | 175              |
| Anteil an der Gesamtfläche | 74,7 %                  | 10,9 %       | 11,1 %                        | 2,3 %          | 1 %              |

Quelle: LDS

### Geologie

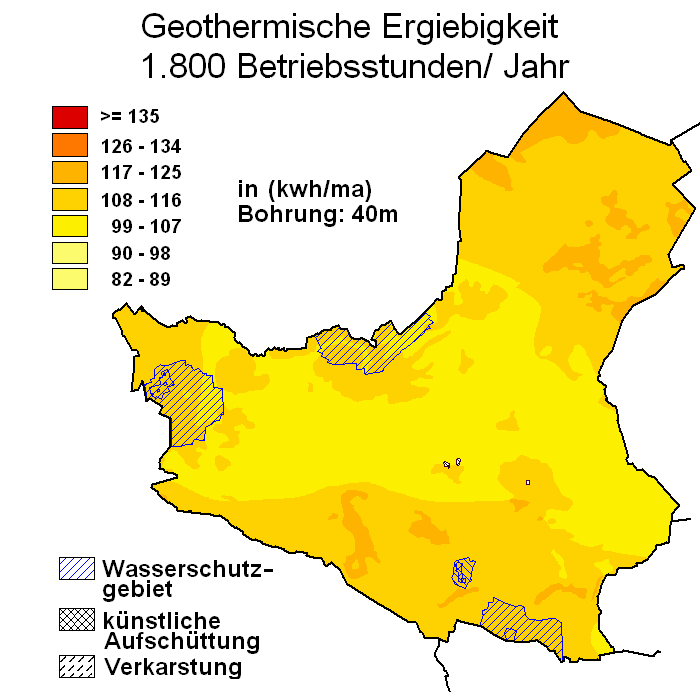
Geothermische Karte von Stemwede

Das Gebiet ist geologisch relativ einheitlich aufgebaut. Die meisten Teile bestehen aus Gesteinen aus dem Quartär. Der Stemweder Berg und einzelne Erhebungen südlich davon bei Levern (Leverner Hügel, Sunderner Hügel, Dielinger Klei) sind aus Schichten der obersten Kreide aufgebaut. Die Böden bestehen ganz überwiegend aus Geestböden. Diese sind sandig und nur wenig fruchtbar. In den Moorniederungen ist das Gebiet landwirtschaftlich höchstens extensiv nutzbar.
Stemwede eignet sich gut bis sehr gut zur Nutzung von geothermischen Wärmequellen mittels Erdwärmesonde und Wärmegewinnung durch Wärmepumpenheizungen (vgl. dazu die nebenstehende Karte).

### Ausdehnung des Gemeindegebietes
Die Gemeinde umfasst eine Fläche von 166,13 km². In Nord-Süd-Richtung erstreckt sich die Gemeinde rund 17 km. Die West-Ost-Ausdehnung beträgt maximal auch etwa 17 km.

### Nachbargemeinden
Stemwede grenzt an folgende Ortschaften:
- im Norden an Lemförde, Brockum, Stemshorn, Quernheim und Wagenfeld
- im Osten an Rahden und Espelkamp
- im Süden an Preußisch Oldendorf
- Im Westen an Bad Essen und Bohmte

### Gemeindegliederung
Am 1. Januar 1973 wurden aufgrund des Bielefeld-Gesetzes die früheren Ämter Dielingen-Wehdem und Levern zur Gemeinde Stemwede zusammengeschlossen, die Gemeindeverwaltung befindet sich in Levern. Das Gebiet der Gemeinde Stemwede wird nach der Hauptsatzung der Gemeinde Stemwede in folgende Ortschaften eingeteilt:
- Der ehemalige Bezirk Levern mit den Ortschaften Levern, Sundern, Niedermehnen, Destel und Twiehausen
- Der ehemalige Bezirk Dielingen mit den Ortschaften Drohne, Dielingen, Haldem und Arrenkamp
- Der ehemalige Bezirk Wehdem mit den Ortschaften Westrup, Wehdem, Oppendorf und Oppenwehe

Gliederung Stemwedes

Einwohnerzahlen 12. Februar 2023
| Ortsteil          | Einwohner | Anteil  | Fläche     | Einwohnerdichte  |
| ----------------- | --------- | ------- | ---------- | ---------------- |
| Levern            | 2.169     | 16,04 % | 10,93 km²  | 198,44 Einw./km² |
| Sundern           | 273       | 2,02 %  | 8,68 km²   | 31,45 Einw./km²  |
| Niedermehnen      | 528       | 3,90 %  | 13,05 km²  | 40,46 Einw./km²  |
| Destel            | 564       | 4,17 %  | 8,70 km²   | 64,83 Einw./km²  |
| Twiehausen        | 489       | 3,62 %  | 16,17 km²  | 30,24 Einw./km²  |
| Drohne            | 498       | 3,68 %  | 11,14 km²  | 43,89 Einw./km²  |
| Dielingen         | 2.104     | 15,56 % | 7,82 km²   | 269,05 Einw./km² |
| Haldem            | 1.745     | 12,90 % | 18,94 km²  | 92,13 Einw./km²  |
| Arrenkamp         | 247       | 1,83 %  | 5,52 km²   | 44,75 Einw./km²  |
| Westrup           | 558       | 4,13 %  | 6,21 km²   | 89,85 Einw./km²  |
| Wehdem            | 1.611     | 11,91 % | 13,07 km²  | 123,26 Einw./km² |
| Oppendorf         | 733       | 5,42 %  | 17,99 km²  | 40,74 Einw./km²  |
| Oppenwehe         | 2.004     | 14,82 % | 27,90 km²  | 71,83 Einw./km²  |
| Gemeinde Stemwede | 13.523    | 100 %   | 166,13 km² | 81,40 Einw./km²  |

### Klima

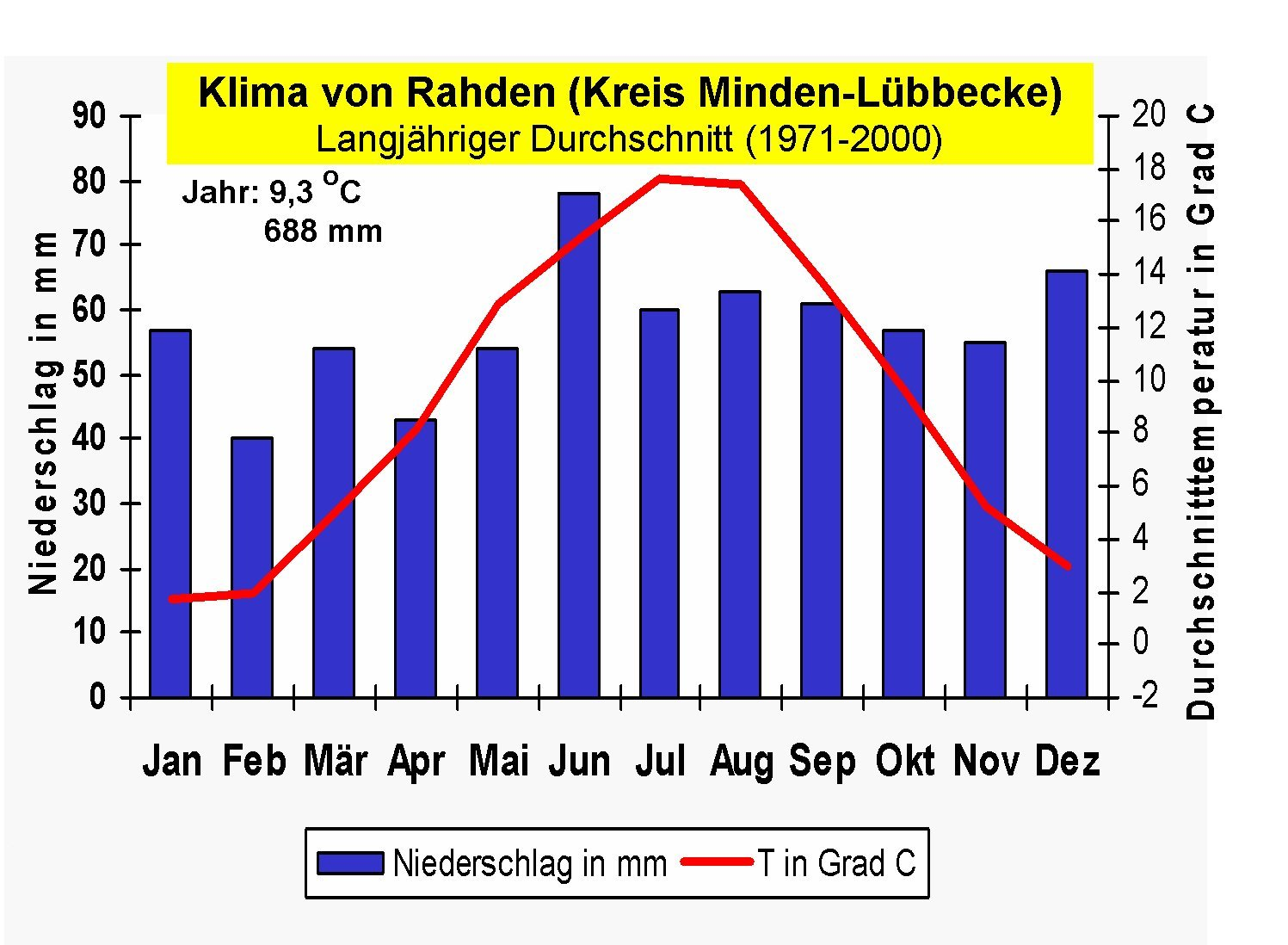
Klimadiagramm von Rahden

Das Klima in Stemwede wird durch die Lage im ozeanisch-kontinentalen Übergangsbereich Mitteleuropas und durch seine Lage in der Norddeutschen Tiefebene bestimmt. Das Gebiet liegt überwiegend im Bereich des subatlantischen Seeklimas, weist aber temporäre kontinentale Einflüsse auf. Die Winter sind unter atlantischem Einfluss meist mild, die Sommer mäßig-warm, die Niederschläge relativ gleichmäßig verteilt. Es überwiegen westliche und südwestliche Winde, die Niederschläge mit sich führen. Das Klima für Stemwede unterscheidet sich insgesamt kaum vom Klima des benachbarten Rahdens, das in identischer naturräumlicher Lage liegt. Die mittlere Jahrestemperatur liegt bei rund 9,3 °C; im Bereich des Stemweder Bergs um bis zu 0,5 °C kälter. Die Jahresniederschläge betragen im Mittel etwa 650 mm im Osten der Gemeinde und etwa 700 mm im Westen und Norden der Gemeinde. Damit gehört der Osten der Gemeinde zu den trockensten und wärmsten Gebieten Ostwestfalens.
Siehe auch: Klima in Ostwestfalen-Lippe

## Geschichte

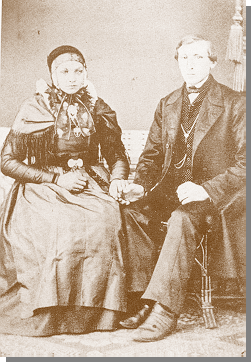
Tracht aus Haldem (um 1870)

Bereits um 800 wurde Dielingen zu einer der ältesten Pfarreien im heidnischen, von Karl dem Großen eroberten Sachsen. Vorgängerbauten der heutigen Dielinger St.-Marien-Kirche lassen sich aus dieser Zeit nachweisen, also so alt wie die ersten Dome in Köln, Paderborn, Osnabrück und Minden.
In einer Urkunde des Bischofs wurde 969 berichtet, dass Ritter Worad dem Mindener Dom verschiedene Höfe, Leibeigene und Weiteres schenkte. Bischof von Minden war zu dieser Zeit Milo von Minden. In dieser Urkunde wurden die Dörfer Levern, Destel und Wehdem erstmals erwähnt.
Für das Jahr 1055 wird berichtet, der Bischof Egilbert von Minden besitze in Arnicambe ein Vorewerch.
1198 wurde im Osnabrücker Urkundenbuch erstmals die Bezeichnung Stemwede erwähnt. Schließlich wird für das Jahr 1222 ein Ritter Wulfried de Arnechamp genannt, der als Zeuge auftritt und 1224 ein Haus in Arrenkamp an das Domkapitel Osnabrück veräußert. 1227 wurde durch Konrad I. von Rüdenberg, Bischof von Minden, ein Zisterzienserinnenkloster in Levern gegründet, für welches Papst Gregor IX. 1228/31 Schutzbriefe ausstellt. Im 13. Jahrhundert erfolgte die Grundsteinlegung der St.-Marien-Kirche in Dielingen sowie die Anlegung des Schlosses in Haldem durch die Bischöfe von Minden. 1368 ging die Gerichtsbarkeit in der Freigrafschaft Stemwede auf den Bischof und das Kapitel des Bistums Minden über. Das Gebiet wurde damit fester Bestandteil des Hochstifts Minden. 1558 wurde das Kloster in Levern im Zuge der Reformation in ein freiweltliches, adeliges Damenstift umgewandelt. Das Gebiet des heutigen Stemwede fiel 1648 zusammen mit dem Hochstift Minden, jetzt Fürstentum Minden, an Brandenburg-Preußen.
1806 eroberte Napoleon das Gebiet und das heutige Stemwede wurde 1807 Teil des Königreichs Westphalen (Département du Weser), ab 1811 eingegliedert in das Kaiserreich Frankreich (Département de l’Ems-Supérieur). 1810 wurde das Damenstift durch Napoleon Bonaparte aufgehoben. Nach Ende der napoleonischen Herrschaft wurde das Gebiet 1813 wieder preußisch. Bis 1816 wurden die Verwaltungsstrukturen neu geordnet; das Gebiet lag jetzt im Nordosten der preußischen Provinz Westfalen und im neuen Kreis Rahden (später umbenannt in Kreis Lübbecke). Ab 1843 war das Gebiet der heutigen Gemeinden in die Ämter Dielingen, Wehdem und Levern organisiert. Dabei wurden Dielingen und Wehdem temporär immer wieder in Personalunion zusammengefasst, so zum Beispiel im Jahre 1936. Innerhalb der Ämter bestanden bereits die heutigen Ortsteile sowie zeitweise auch der Gutsbezirk Haldem als eigenständige Gemeinde bzw. Gutsbezirk.
In der Zeit von 1895 bis 1910 kam es zu einer von der Preußischen Ansiedlungskommission geförderten beträchtlichen Auswanderung in die Provinz Posen.
Am 16. Dezember 1943 stürzte in Oppendorf ein mit einer 1800 kg schweren Sprengbombe und vielen Brandbomben beladener britischer Bomber ab. 19 Gehöfte wurden zerstört, und Menschen (keine einheitliche Angabe der Todesopferanzahl) getötet. Dies sollte nicht die einzige Kriegszerstörung im Gebiet der heutigen Gemeinde Stemwede bleiben. Denn am 4. April 1945 kam es in Levern zu Kämpfen, als deutsche Soldaten die britische Vorhut angriffen. Bei den Gefechten starben 10 deutsche Soldaten, 6 Mitglieder der britischen Streitkräfte und 6 Zivilisten und es wurden über 50 Gebäude in Levern und den umliegenden Dörfern zerstört oder beschädigt.
Die oben geschilderte Verwaltungseinteilung überdauerte bis zum 1. Januar 1973, als gemäß dem Bielefeld-Gesetz das Gebiet der besagten Ämter zur Gemeinde Stemwede zusammengefasst wurde und Teil des neuen Kreises Minden-Lübbecke wurde. Der Name Stemwede deutete auf die spätmittelalterliche Freigrafschaft Stemwede hin.

### Religionen
Die Bevölkerung ist ganz überwiegend evangelisch-lutherisch, nachdem das Hochstift Minden die evangelische Lehre annahm und spätestens seitdem es 1648 säkularisiert wurde und als Fürstentum Minden dem protestantischen Preußen zugeschlagen wurde. Die Protestanten sind in den Kirchengemeinden Evangelisch-lutherische Kirchengemeinde Oppenwehe, Evangelisch-lutherische Kirchengemeinde Levern, Evangelisch-lutherische Kirchengemeinde Dielingen und Evangelisch-lutherische Kirchengemeinde Wehdem organisiert. Die erste organisierte islamische Gemeinschaft in Stemwede wurde in den 1990er Jahren auf Initiative der DİTİB gegründet. Es gibt eine Moschee, in der die Freitagspredigten gehalten werden. Andere Religionsgemeinschaften haben keinen Sitz und/oder Kirchengebäude in Stemwede.
Ein Indiz für die Verteilung kann die Angabe der konfessionellen Zugehörigkeit der Stemweder Schüler sein. Demnach sind rund 78,9 % der Schüler evangelisch, 6,7 % katholisch, 2,5 % islamisch. 3,9 % geben an, einer sonstigen Konfession anzugehören, und 7,8 % rechnen sich keiner Konfession zu.
Laut den Ergebnissen des Zensus vom 9. Mai 2011 waren 10.450 Einwohner (75,5 %) evangelisch, 870 katholisch (6,3 %) und 2520 Personen (18,2 %) machten keine oder sonstige Angaben zu ihrer Religion.

### Eingemeindungen

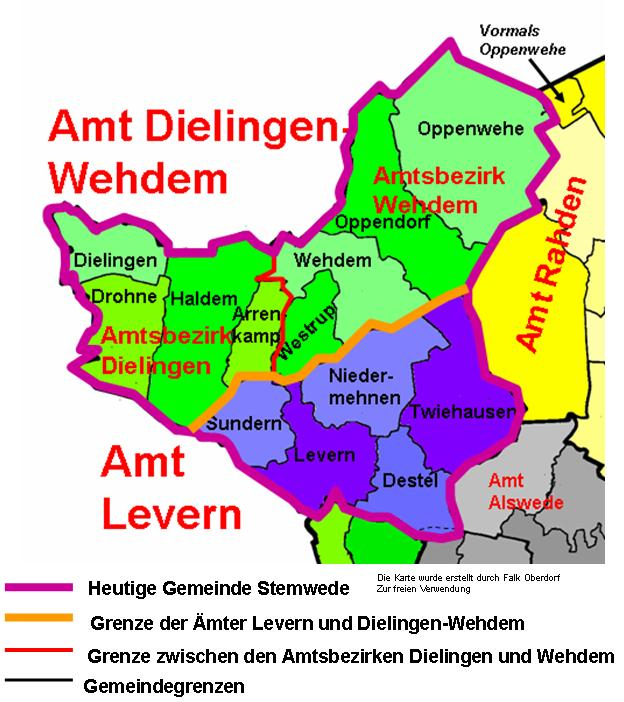
Die Gemeinde Stemwede entstand durch das Bielefeld-Gesetz im Wesentlichen aus den Ämtern Dielingen-Wehdem und Levern

Vor der Kommunalreform und der Gebietsneugliederung mit Wirkung vom 1. Januar 1973 (vgl. Bielefeld-Gesetz) bildeten die jetzigen Ortschaften selbstständige Gemeinden im Amt Dielingen-Wehdem (Gemeinden Arrenkamp, Dielingen, Drohne, Haldem, Oppendorf, Oppenwehe, Wehdem und Westrup) und im Amt Levern (Gemeinden Destel, Levern, Niedermehnen, Sundern und Twiehausen). Neben kleineren, unwesentlichen Flurbereinigungen zu diesem Stichtag wurde ein kleiner Teil im Osten Oppenwehes in die zum 1. Januar 1973 gebildete Stadt Rahden umgegliedert. Nach dem 1. Januar 1973 gab es keine weiteren Umgliederungen bzw. Eingemeindungen in das Gemeindegebiet.

### Einwohnerentwicklung
Die folgende Übersicht zeigt die Einwohnerzahlen der Gemeinde Stemwede bzw. von 1939 bis 1970 die Einwohnerzahlen des heutigen Gemeindegebietes und vor 1939 die Einwohnerzahlen der Gemeinden der Ämter Dielingen und Levern (abweichender Gebietsstand). Bei den Zahlen handelt es sich bis 1970 und für 1987 sowie 2011 um Volkszählungsergebnisse und ab 1975 um amtliche Fortschreibungen des Landesamtes für Datenverarbeitung und Statistik. Die Zahlen von 1975 bis 1985 sind geschätzte Werte, die Zahlen ab 1990 Fortschreibungen auf Basis der Ergebnisse der Volkszählung von 1987. Die Angaben beziehen sich auf die Wohnbevölkerung und ab 1985 auf die Bevölkerung am Ort der Hauptwohnung.

Bevölkerungsentwicklung in Stemwede von 1885 bis 2016

| Jahr            | Einwohner |
| --------------- | --------- |
| 1885 (1. Dez.)  | 10.993    |
| 1925 (16. Juni) | 11.396    |
| 1933 (16. Juni) | 11.343    |
| 1939 (17. Mai)  | 10.823    |
| 1950 (13. Sep.) | 14.241    |
| 1961 (6. Juni)  | 12.964    |
| 1970 (27. Mai)  | 13.643    |
| 1972 (31. Dez.) | 13.800    |
| 1974 (30. Juni) | 13.798    |
| 1975 (31. Dez.) | 13.616    |
| 1980 (31. Dez.) | 13.356    |

| Jahr            | Einwohner |
| --------------- | --------- |
| 1985 (31. Dez.) | 12.630    |
| 1987 (25. Mai)  | 12.701    |
| 1990 (31. Dez.) | 13.194    |
| 1995 (31. Dez.) | 14.049    |
| 2000 (31. Dez.) | 14.398    |
| 2005 (31. Dez.) | 14.501    |
| 2007 (31. Dez.) | 14.275    |
| 2011 (9. Mai)   | 13.843    |
| 2012 (31. Dez.) | 13.607    |
| 2016 (31. Dez.) | 13.352    |
| 2020 (31. Dez.) | 13.020    |

## Politik

### Bürgermeister
Am 30. August 2009 wurde Gerd Rybak (CDU) mit 60,24 Prozent zum neuen Bürgermeister gewählt. Er löste Ekkehardt Stauß (CDU) ab, der 2004 mit 77,4 Prozent der gültigen Stimmen im ersten Wahlgang von den Bürgern für eine zweite Amtszeit direkt gewählt worden war. 1999 wurde Stauß der erste direkt gewählte hauptamtliche Bürgermeister der Gemeinde, der seitdem auch der Chef der Gemeindeverwaltung ist. Im Gegenzug wurde das Amt des Gemeindedirektors abgeschafft. Am 2. September 1999 erreichte Stauß 77,6 Prozent der gültigen Stimmen. Stauß war seit 1985 bereits Gemeindedirektor der Gemeinde. Erster Bürgermeister der Gemeinde Stemwede nach der Gemeindegründung war Heinz Becker. Er wurde 1994 durch Günter Heselmeier abgelöst. Heinz Becker ist Ehrenbürgermeister der Gemeinde. Bei der Bürgermeisterwahl am 13. September 2015 wurde der FDP Landtagsabgeordnete Kai Abruszat mit 56,8 % der Stimmen zum neuen Bürgermeister gewählt und 2020 mit 90,4 % im Amt bestätigt.
- Grüne: 4
- SPD: 6
- FWG: 1
- FDP: 6
- CDU: 14
- AfD: 1

### Gemeinderat
Der Gemeinderat von Stemwede hat derzeit 32 Sitze. Hinzu kommt der Bürgermeister als Ratsvorsitzender. Die folgende Tabelle zeigt die Kommunalwahlergebnisse seit 1975:
| [ 20 ] [ 21 ] [ 18 ] | 2020  | 2020  | 2014  | 2014  | 2009  | 2009  | 2004  | 2004  | 1999  | 1999  | 1994  | 1994  | 1989  | 1989  | 1984  | 1984  | 1979  | 1979  | 1975  | 1975  |
| Partei               | Sitze | %     | Sitze | %     | Sitze | %     | Sitze | %     | Sitze | %     | Sitze | %     | Sitze | %     | Sitze | %     | Sitze | %     | Sitze | %     |
| -------------------- | ----- | ----- | ----- | ----- | ----- | ----- | ----- | ----- | ----- | ----- | ----- | ----- | ----- | ----- | ----- | ----- | ----- | ----- | ----- | ----- |
| CDU                  | 14    | 44,11 | 15    | 47,92 | 17    | 51,87 | 20    | 61,37 | 21    | 66,41 | 19    | 54,22 | 19    | 54,56 | 20    | 58,88 | 20    | 61,93 | n/v   | 65,77 |
| SPD                  | 6     | 18,91 | 9     | 26,83 | 7     | 22,31 | 7     | 22,40 | 8     | 24,25 | 10    | 30,50 | 10    | 29,36 | 9     | 29,01 | 9     | 27,23 | n/v   | 24,13 |
| FDP                  | 6     | 19,86 | 3     | 9,62  | 4     | 12,36 | 3     | 9,66  | 1     | 4,14  | 2     | 7,52  | 3     | 11,05 | 4     | 12,10 | 4     | 10,84 | n/v   | 9,75  |
| Grüne                | 4     | 11,59 | 3     | 9,74  | 2     | 6,49  | 2     | 6,58  | 2     | 4,67  | 2     | 7,77  | 1     | 5,03  | –     | –     | –     | –     | –     | −     |
| FWG 1                | 1     | 2,79  | 2     | 5,88  | 2     | 5,60  | –     | –     | –     | –     | –     | –     | –     | –     | –     | –     | –     | –     | –     | −     |
| AfD                  | 1     | 2,73  | –     | –     | –     | –     | –     | –     | –     | –     | –     | –     | –     | –     | –     | –     | –     | –     | –     | –     |
| REP                  | –     | –     | –     | –     | 0     | 1,36  | –     | –     | –     | –     | –     | –     | –     | –     | –     | –     | –     | –     | –     | −     |
| Einzelbewerber       | –     | –     | –     | –     | –     | –     | –     | –     | 0     | 0,53  | –     | –     | –     | –     | –     | –     | –     | –     | –     | −     |
| Sonstige             | –     | –     | –     | –     | –     | –     | –     | –     | –     | –     | –     | –     | –     | –     | –     | –     | –     | –     | n/v   | 0,36  |
| Gesamt 2             | 32    | 100   | 32    | 100   | 32    | 100   | 32    | 100   | 32    | 100   | 33    | 100   | 33    | 100   | 33    | 100   | 33    | 100   | n/v   | 100   |
| Wahlbeteiligung      | 55,66 | 55,66 | 50,17 | 50,17 | 56,18 | 56,18 | 54,46 | 54,46 | 58,31 | 58,31 | 80,32 | 80,32 | 67,25 | 67,25 | 68,79 | 68,79 | 72,16 | 72,16 | 86,16 | 86,16 |

### Wappen
Nach der Hauptsatzung der Gemeinde Stemwede vom 18. November 1999 § 2 ist der Gemeinde Stemwede mit Urkunde des Regierungspräsidenten vom 6. Februar 1975 das Recht zur Führung eines Wappens, einer Flagge und eines Banners verliehen worden. Beschreibung des Wappens: In blau über einem goldenen (gelben) Dreiberg ein goldenes (gelbes) gestürztes Schwert, begleitet von zwei silbernen (weißen) Lilien.
Der Dreiberg steht für den Stemweder Berg. Das Schwert symbolisiert die Gerichtsbarkeit; Gerichtsplatz war früher der Ortsteil Wehdem. Das Schwert entstammt dem Siegel eines Gehrke Wedeham aus dem Jahre 1441, der in Wehdem Richter war. Dieses Schwert war bereits im Wappen des Amtes Dielingen-Wehdem enthalten. Die Lilien sind dem Wappen des Stiftsorts Levern entnommen und weisen auf die klösterliche Vergangenheit dieses Ortsteils hin.
Die Flagge ist von Weiß und Blau im Verhältnis 1:1 längs gestreift mit dem von der Mitte zur Stange verschobenem Wappenschild der Gemeinde.

### Städtepartnerschaft
Die Gemeinde Stemwede pflegt eine Partnerschaft mit der französischen Kommune Lardy. Diese wurde im Januar 2018 fast auf den Tag genau 55 Jahre nach der Unterzeichnung des Élysée-Vertrages von Stemwedes Bürgermeister Kai Abruszat sowie dessen französischer Amtskollegin Dominique Bougraud besiegelt.

## Kultur und Sehenswürdigkeiten

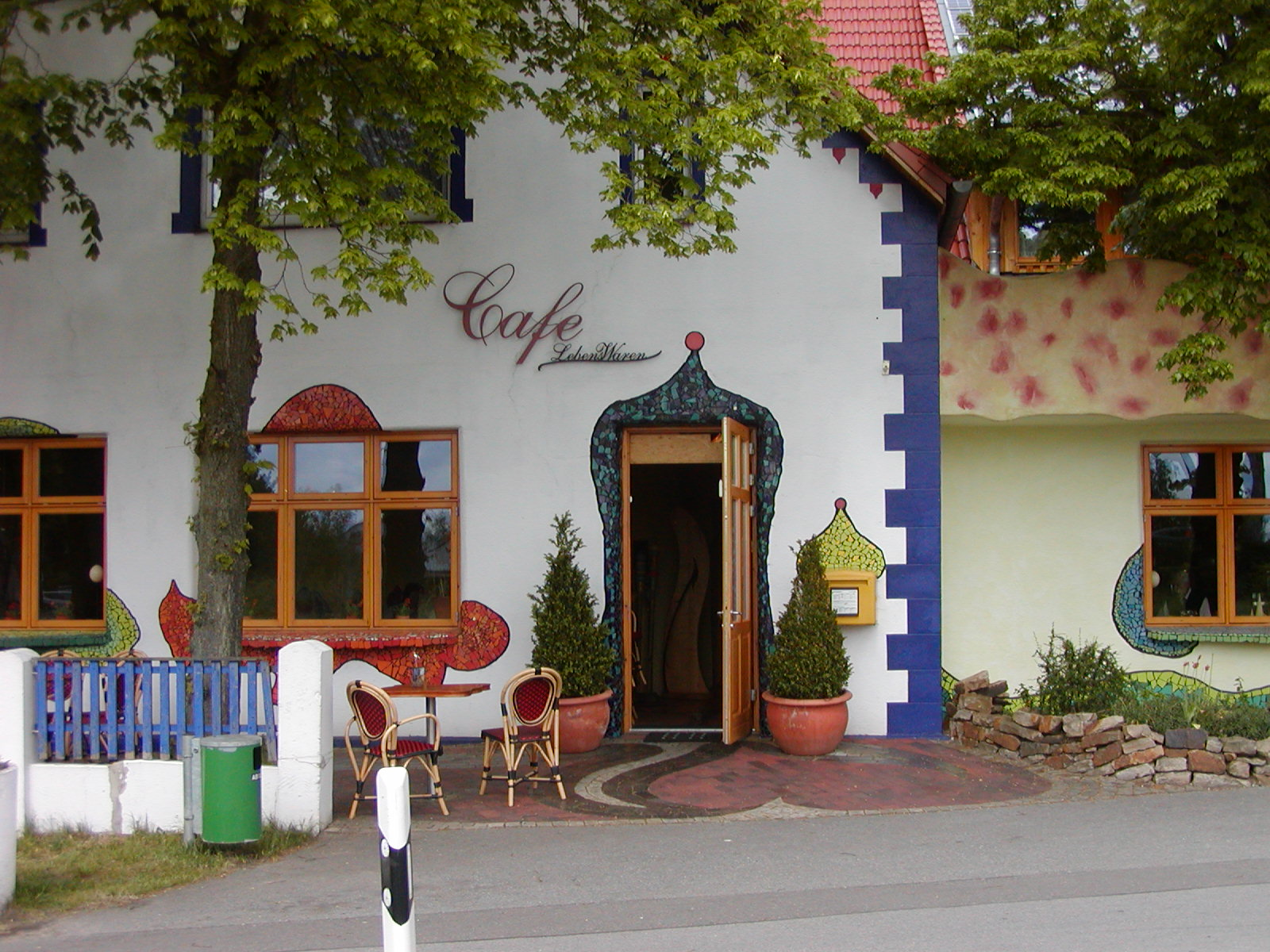
Café in Stemwede-Oppenwehe

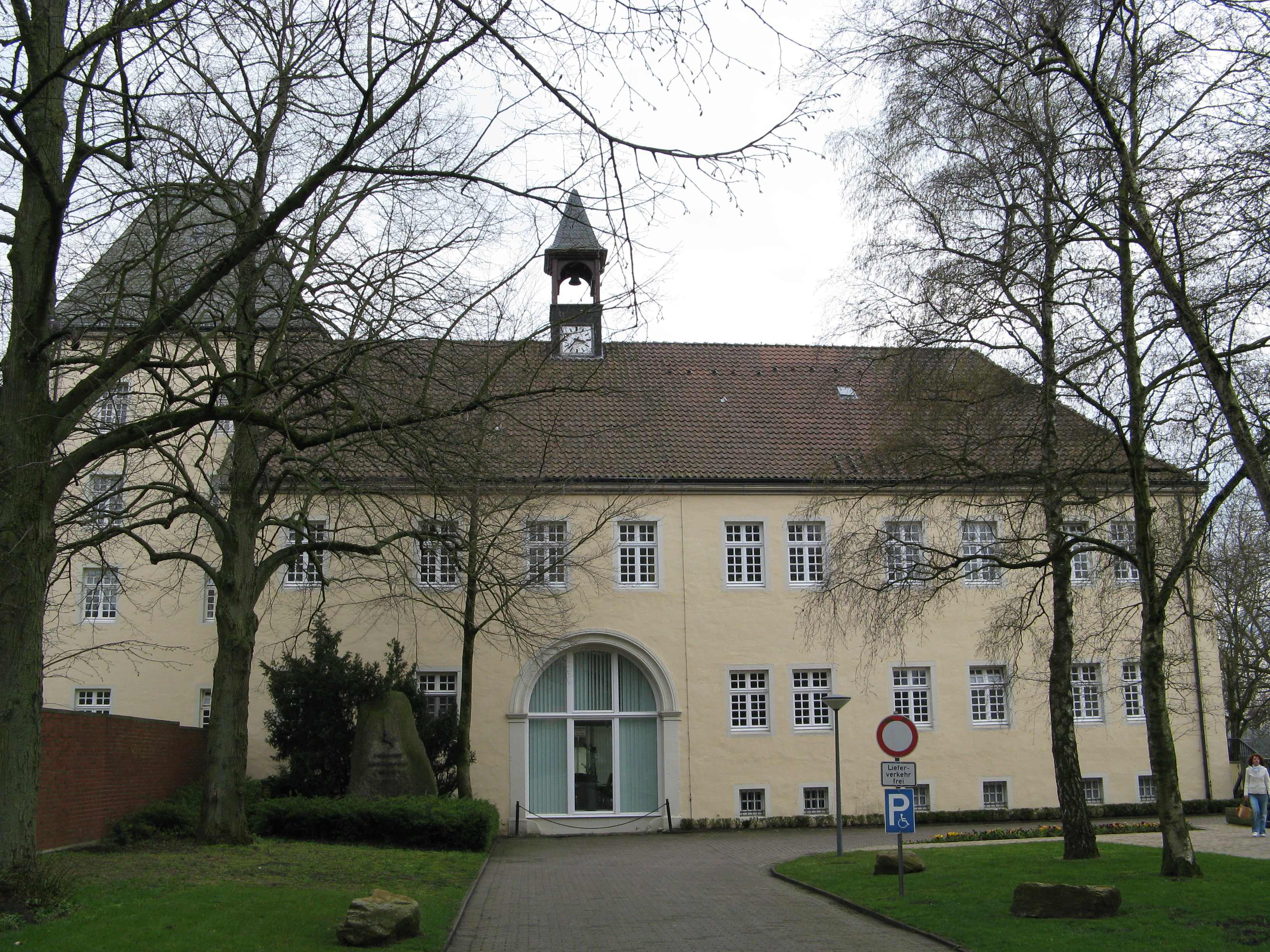
Westfälische Klinik Schloss Haldem

### Theater
Die Heimatbühne Stemweder Berg veranstaltet plattdeutsche Theaternachmittage/-abende. Die Laienspielschar Oppenwehe gibt Aufführungen im Advent. Die Laienspielgruppe „Kleine Bühne“ der Landjugend Levern führt im Herbst in hochdeutscher und plattdeutscher Sprache Stücke in der „kleinen Halle“ der Festhalle Levern auf.

### Museen
Das Heimathaus Levern im ehemaligen Pfarrhaus von 1714 thematisiert die Geschichte des Kloster- und Stiftsortes Levern. In dem Heimatmuseum werden Exponate zur Hauswirtschaft, zum Weben und Spinnen und zu den Trachten der Region ausgestellt.
Das Heimathaus Wehdem, welches auch als Trauzimmer genutzt wird, zeigt eine Ausstellung über Leben, Arbeit und Trachten aus früheren Zeiten. Präsentiert werden auch die alte Wehdemer Kirchenuhr sowie Dokumente über die Amerikaauswanderer aus Wehdem.
Im Bäuerlichen Museum auf dem Gelände der Kolthoffschen Mühle in der Ortschaft Levern werden in einer 2008 eingeweihten Halle verschiedene Zeugnisse bäuerlicher Kultur dargeboten. Den Schwerpunkt des Museums bildet die Dauerausstellung „Vom Korn zum Brot“, die den regionalen Getreideanbau von der Saat bis zur Verwertung als Backwaren und Futtermittel nachzeichnet. Daran angeschlossen befindet sich eine Sammlung historischer landwirtschaftlicher Geräte und Maschinen, die diverse Meilensteine in der Technisierung der Landwirtschaft charakterisieren. Seit 2013 ergänzt ein Sägegattergebäude mit einer historischen Horizontal-Gattersäge das Museumsangebot. An Mahl- und Backtagen finden auch Vorführungen alten dörflichen Handwerks statt.
Das Deutsche Windkraftmuseum in der Ortschaft Oppendorf erklärt die geschichtlichen Wurzeln der modernen Windenergienutzung. Windkraftanlagen aus den 1980er und 1990er Jahren bilden den Grundstein für den heutigen Erfolg der Windenergie in Deutschland. Sie zu bewahren und zu pflegen ist die Kernaufgabe des Museums. Der Verein Deutsches Windkraftmuseum e. V. betreibt das Museum und wurde 1997 gegründet.

### Kirchen
Evangelische Kirche St. Marien
Die evangelische Kirche St. Marien in Dielingen mit ihrem historischen Kirchplatz wurde um 1225 als spätromanische Hallenkirche mit großem Westturm gebaut. Um 1400 erhielt die Kirche ihr heutiges Bild durch Querarme (Kreuzform) und dem Übergang zum gotischen Baustil. Sie hatte zwei oder drei Vorgängerkirchen und ist die älteste Kirche in Stemwede. Der erste Vorgängerbau stammt wahrscheinlich aus der Zeit um 800. Dielingen war eine der ältesten Pfarreien im heidnischen, von Karl dem Großen eroberten Sachsen. Bis 1770 hat nur ca. 20 Meter nordwestlich der St.-Marien-Kirche eine weitere Kirche gestanden, die Heilig-Kreuz-Kirche, die erstmals 1243 im Zusammenhang mit dem Prediger Ludolfus von Dielingen erwähnt wird. Das Dielinger Kirchspiel hatte im 10. bis 12. Jahrhundert eine Ausdehnung bis Rahden im Osten, bis Burlage im Norden und Meyerhöfen/Schwege im Westen. In der Kirche findet sich u. a. eine Barockorgel aus dem Anfang des 17. Jahrhunderts, ein Kronleuchter im Langschiff der heute noch aktiven St.-Matthias-Bruderschaft zu Dielingen von 1663 und ein Fenster aus der Zeit um 1900, welches „Jesus auf dem Klei“ zeigt.
Heilig-Kreuz-Kapelle in Haldem
Die Heilig-Kreuz-Kapelle Haldem wurde in der zweiten Hälfte des 15. Jahrhunderts erbaut und hat eine Holzbalkendecke von 1621 und einen Fachwerkgiebel.
Evangelische Kirche in Wehdem
Die Pfarre wurde unter Bischof Milo von Minden (969-996) erwähnt. Zwar ist zu dieser Zeit kein Kirchenbau belegt, kann aber vermutet werden, da auch der Name Wehdem laut dem Kirchenbuch von dem Namen Wedum abgeleitet, gleichbedeutend mit: „Weihethum“ oder „Heiligtum Gottes“. Laut einer Urkunde werden im Jahre 1330 Wehdemsche Kirchengüter an das Stift (Kloster) Levern verkauft, was den Bau der „ersten“ Kirche in Wehdem beweist. Trotzdem muss schon vorher ein Gotteshaus in Wehdem bestanden haben, denn bereits 1283 wird ein plebanus (Kirchenherr) in Wehdem erwähnt. 1801–1803 wurde eine neue Kirche erbaut; der Turm folgte 1853–1855. Diese neue Kirche lag höher am Berg als die alte von 1330. Der Altar von 1605 sowie weitere Teile der Inneneinrichtung stammen aus der alten Kirche. Der für Westfalen ungewöhnliche quergerichtete Predigtsaal enthält den Orgelprospekt mit barocker Vorderansicht aus dem Jahre 1662. Die neue Orgel des Orgelbaumeisters Johannes Wolfram aus Osnabrück stammt aus 1971.
Evangelische Gemeinde- und Stiftskirche Levern
Im Ortskern von Levern und auf dem Leverner Hügel befinden sich die sehenswerten historischen Gebäude des Damenstifts mit der Doppelkirche (bestehend aus Pfarrkirche und Klosterkirche). Die erste Erwähnung einer Kirche (bis etwa 1000 wohl noch eine Holzkirche) findet sich unter Bischof Milo von Minden (969-996). Die heutige unregelmäßige, dreischiffige Hallenkirche ging aus bis 1828 völlig getrennten selbstständigen Kirchen hervor. Zum einen war dies die dreijochige, zweischiffige spätgotische Pfarrkirche aus dem späten 15. Jahrhundert. Die Einrichtung der Pfarrkirche geht auf das 17. Jahrhundert zurück. Zum anderen war dies die am 1. Mai 1283 durch Bischof Volquin von Schwalenberg geweihte Stiftskirche. Ihr gewölbter Rechtecksaal ohne Chorraum bildet das nördliche Seitenschiff der heutigen Doppelkirche. Zwischen 1283 und 1558 diente die Stiftskirche als Klosterkirche des Klosters Levern und danach von 1558 bis 1810 als Stiftskirche des freiweltlichen Damenstiftes. Die heutige Kirche aus dicken Mauern stammt aus der Zeit um 1500 und wurde bereits als Doppelkirche ausgeführt. Im Jahre 1582 wurde der alte Turm erhöht und verstärkt. Die Sakristei stammt aus dem Jahr 1603, die Barockturmhaube aus dem Jahr 1715. 1679 wurden die Kirche und Kloster in Levern durch die Franzosen zerstört. Die Emporen und dazugehörige Treppenhäuser im Inneren wurden 1914 errichtet, um in der Kirche mehr Plätze zu schaffen. Rund um die Kirche sind viele ehemalige Klostergebäude erhalten und bilden den Kern des sehenswerten „Stiftsdorfs Levern“.
Martini-Kirche in Oppenwehe
Die 1931 fertiggestellte, 1967 renovierte und umgebaute Martini-Kirche in Oppenwehe ersetzte die in Fachwerkbauweise ausgeführte Oppenweher Klus aus dem Jahr 1699 (evtl. auch 1648), die damals noch zur Kirchengemeinde Wehdem gerechnet wurde. Seit 1961 ist die Oppwenweher Kirchengemeinde eigenständig. Die Martini-Kirche besitzt teilweise Fenster aus der alten Klus. Auch die Klus hatte einen Vorgängerbau. Diese älteste Kapelle bestand wohl bereits vor 1330, als in Wehdem die neu errichtete Kirche erstmals erwähnt wurde und zur Hauptkirche der Kirchengemeinde Wehdem (zu der auch Oppenwehe zugeordnet wurde) wurde. Die alte Oppenweher Kapelle wurde von da an wohl nur noch sporadisch genutzt und im Dreißigjährigen Krieg eventuell zerstört.

### Musik
In Stemwede gibt es eine Außenstelle des Musikschulverbandes der Städte Espelkamp und Rahden und der Gemeinde Stemwede. Außerdem gibt es in Stemwede gleich zwei Festivals und weitere musikalische Veranstaltungen, die durch zwei Kulturvereine organisiert werden (siehe regelmäßige Veranstaltungen).

### Schloss Haldem
Schloss Haldem ist ein altes Rittergut der Mindener Bischöfe am Südhang des Stemweder Berges aus dem 13. oder 14. Jahrhundert. Die Bausubstanz im Barockstil stammt im Wesentlichen aus dem Jahr 1703. Das Schloss wurde 1236 erstmals erwähnt, diente als Damenstift und beherbergt heute eine Maßregelvollzugsanstalt.

### Mühlen
In Stemwede existieren noch drei Mühlen, die alle Teil der Westfälischen Mühlenstraße sind. Die Mühle in Destel ist ein Galerieholländer und wurde Anfang des 19. Jahrhunderts in Fachwerkbauweise erbaut. Im achteckigen geschindelten Bau wurde die ursprüngliche Technik entfernt.
Die Bockwindmühle Oppenwehe wurde 1705 erbaut und von 1989 bis 1992 vollständig restauriert. Die Technik der Mühle ist erhalten und die Mühle noch mahlfähig. Die Mühle hat zwei Seitentaschen und ist die wohl letzte Mühle dieser Art mit den besonderen Seitentaschen in den alten Bundesländern.
Die Kolthoffsche Hofmahlmühle in Levern wurde 1922 erbaut und bis 1959 betrieben. Die Holländergaleriewindmühle wurde 1980/81 versetzt und restauriert.

### Bauwerke
- In Drohne steht das ehemals größte Windkraftwerk der Welt. Weitere herausragende Bauwerke oder Sehenswürdigkeiten sind:
- Altes Pfarrhaus in Dielingen: Das Haus wurde 1834 erbaut und ist ein auffallend breites Fachwerkhaus. Es wurde 1985/86 restauriert und dient heute als Brauhaus und Bücherei.
- Haus des Gastes/ Altes Amtshaus Levern: Das Haus wurde Ende des 17. Jahrhunderts erbaut und diente früher auch als Poststation zum Pferdewechsel und Gasthaus. Der kräftig auskragende Giebel weist viele Verzierungen und Inschriften auf.
- Erbbegräbnisstätten der Familien von dem Bussche-Ippenburg und von der Horst
- Hügelgrab auf dem Schlichten Brink (auch Hünengrab genannt) (17 Meter Durchmesser) aus der jüngeren Bronzezeit (1500 v. Chr. bis 500 v. Chr.) bei Arrenkamp am Weißen Weg im Stemweder Berg. Bei Ausgrabungen durch Friedrich Langewiesche im Jahr 1935 fand sich nur noch der Rest einer Urne. Daher vermutet man, dass das Grab durch Grabräuber ausgeraubt wurde.

Mehrere Ortsteile Stemwedes (Levern, Destel, Drohne, Haldem, Niedermehnen, Oppendorf, Wehdem, Westrup) sind Preisträger im Wettbewerb Unser Dorf soll schöner werden.

### Parks
Schlosspark Haldem
Der zum Schloss Haldem gehörende Park ist rund 8 Hektar groß. Die Ursprünge und die ursprüngliche Form der Gartenanlage liegen im Dunkeln. Man vermutet eine barocke Gartenanlage. Um 1910 war der Ostteil des Parks als 3 Hektar großer Landschaftspark ausgestaltet, sowie Teile als Nutz- und Wirtschaftsgärten. Der Park wurde im Dritten Reich, als im Schloss eine HJ-Führerschule untergebracht war, als Schießanlage genutzt und der Landschaftspark zerstört, spätestens aber während der britischen Besetzung ab April 1945. Nur wenige Elemente des historischen Landschaftsparks blieben erhalten und wurden um einige moderne Elemente in Gebäudenähe ergänzt.

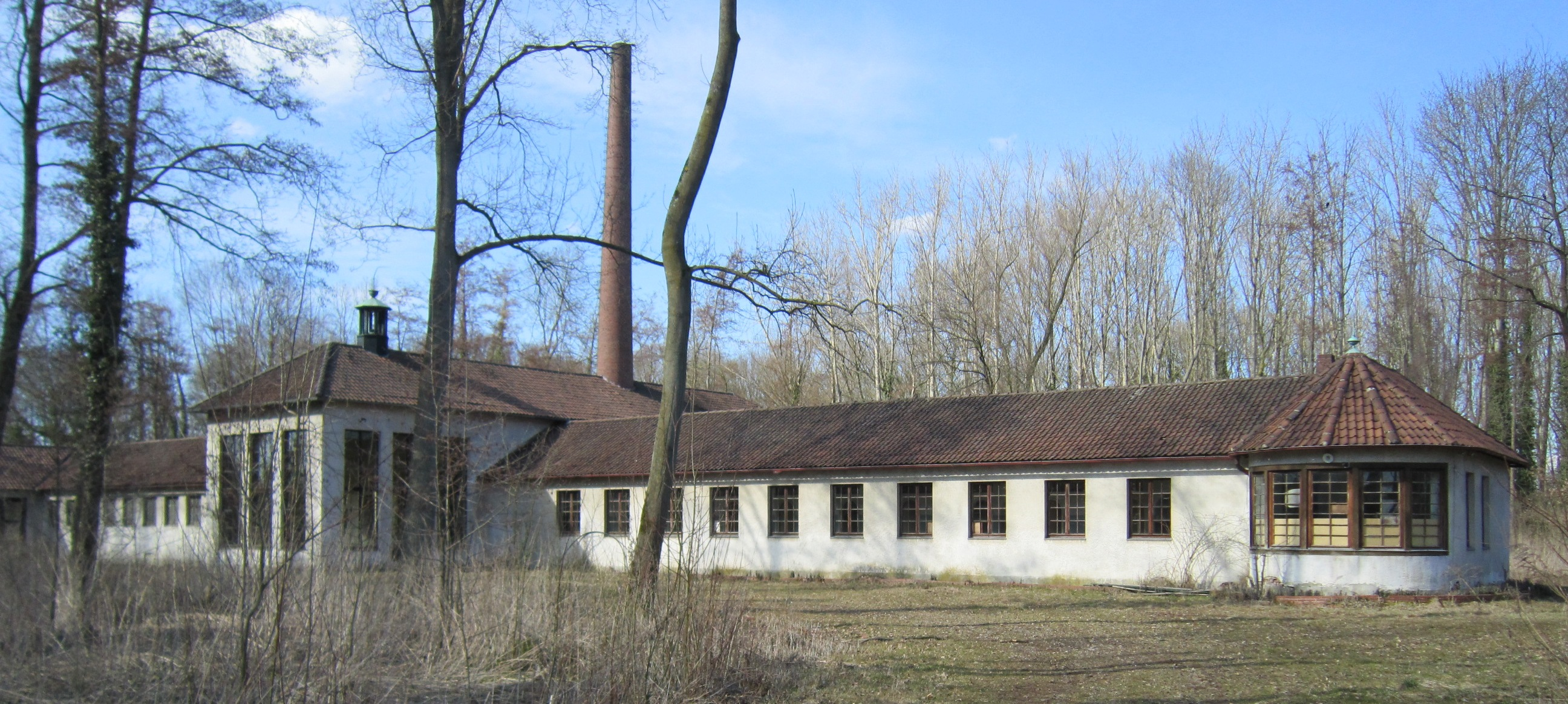
Derzeit ungenutztes ehemaliges Schwefelbad in Levern

Park der Kuranlage Schwefelanlage Levern
Die circa 4 ha große Anlage entstand um eine natürliche Schwefel- und Strahlquelle, die 1835 ein kleines Bauernbad begründete. Diese Anlage wurde 1930–1932 ausgeweitet und 1951 um ein Badehaus erweitert. Im Park ist vor allem eine 500 Meter lange Allee zwischen Levern und Bad auffällig. Um das Badehaus bestehen einige Grünanlagen mit Rundwanderweg und Staudenbeeten.

### Natur und Naturdenkmäler
In Stemwede befinden sich die vier Naturschutzgebiete Oppenweher Moorlandschaft (492 ha, Hochmoor und Feuchtwiesen), Rethlage (43 ha, teilweise in Espelkamp, Feuchtwiesen und Wald), Lever Teich-Lever Bruch (20 ha, Feuchtwiesen und Gewässer) und Stiftholz (12 ha; Wald, Übergangsmoor, Gewässer und Grünland). Das Oppenweher Moor, das in Stemwede auf einer Fläche von 215 ha (mit angrenzenden Feuchtwiesen 492 ha) geschützt ist, liegt nordöstlich des Stemweder Berges. Da die Moorpflanzen extrem empfindlich auf Trittbelastung reagieren, darf der Besucher nur die auf Wandertafeln und Faltblättern markierten Wege benutzen. Im Nordwesten beim Stemweder Berg und in der Nähe der Hunte hat Stemwede Anteil am Naturpark Dümmer.
Im Gemeindegebiet existieren 31 Naturdenkmäler. Diese setzen sich aus 29 Solitärbäumen und Baumgruppen, darunter die Eichen der Badeallee in Levern, und zwei alten Steinbrüchen in Haldem, die als geologische Objekte ausgewiesen sind, zusammen.

### Sport
Die Gemeinde Stemwede ist Preisträger im Landeswettbewerb Die sportliche Gemeinde. 63 Prozent der Bevölkerung sind Mitglieder in 29 Sportvereinen innerhalb der Gemeinde. Zu den größten Sportveranstaltungen gehört das jährlich ausgetragene Internationale Junioren-Pfingstturnier. Dieses ist in Fußballkreisen weit über Deutschland und Europa hinaus bekannt. Im Jahre 2007 fand es zum 30. Mal in Wehdem statt. In Oppenwehe gibt es einen Landesleistungsstützpunkt Nordrhein-Westfalen für Sportschießen.
Zu den größten Sportvereinen in Stemwede gehören der TuS Stemwede (1. Herren-Mannschaft spielt in der Kreisliga A), der FC Oppenwehe (1. Herren-Mannschaft spielt in der Kreisliga B), der TuS Levern (1. Herren-Mannschaft spielt in der Kreisliga A), der TuS Dielingen (1. Herren-Mannschaft spielt in der Bezirksliga) und der TV „Frisch Auf“ Levern von 1913 e. V. (Volleyball, Turnen, Schwimmen).

### Regelmäßige Veranstaltungen

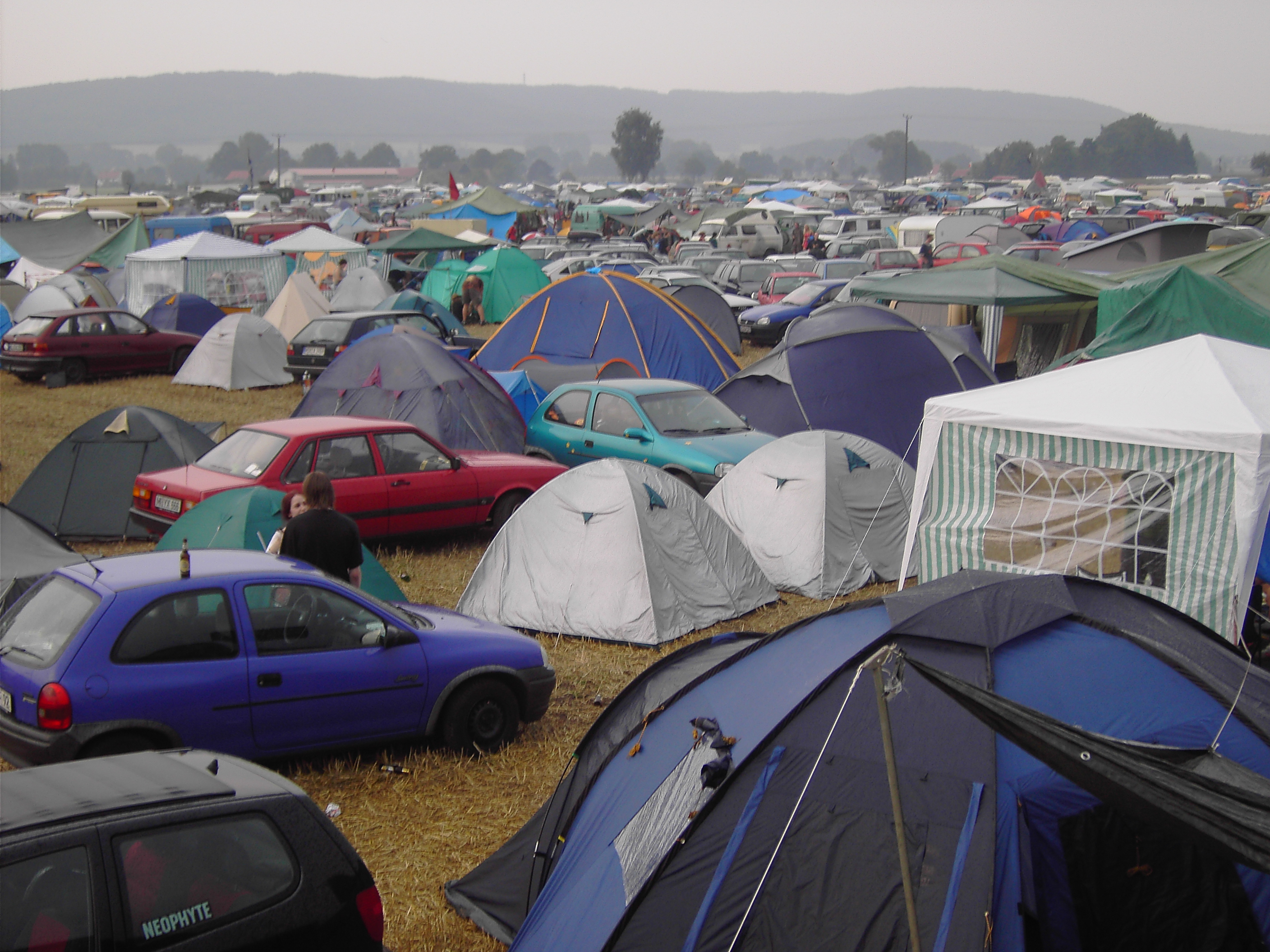
Zeltlager beim Stemweder Open Air. Im Hintergrund Stemweder Berg.

Das Stemweder Open Air findet seit 1976 alljährlich im August in Haldem statt und zieht als Umsonst-und-draußen-Festival über 20.000 Besucher an.
Der Verein für Jugend, Freizeit und Kultur in Stemwede e. V. (oder JFK Stemwede) organisiert mit rund 400 Mitgliedern neben dem Stemweder Open Air, die Ferienspiele, das Jugendbistro Life House und andere Kulturveranstaltungen wie die Kulturtage und das Stemweder Bikertreffen. Der Stemweder Kulturring zählt 70 Mitglieder und organisiert zahlreiche Kulturveranstaltungen, unter anderem jährlich ein Kabarett der Mindener Stichlinge.
Das Waldfrieden Wonderland ist ein Freiluft-Musikfestival mit der Hauptmusikrichtung Psychedelic Trance.
Das Volksfest Leverner Markt findet jährlich im Oktober statt und beinhaltet eine Gewerbeschau. Der Oppenweher Bünselmarkt ist ein jährlich im September stattfindendes Volksfest. Im Rahmen des Marktes wird u. a. ein Rasentreckerrennen, ein Dorfabend und ein Zeltgottesdienst veranstaltet. Der Markt ist bereits über 250 Jahre alt und war ehemals vor allem ein Viehmarkt. Der Handel mit Vieh steht mittlerweile aber im Hintergrund. In der Adventszeit finden mit dem Oppenweher „Advent an der Klus“, der Dielinger Advent und dem Leverner Weihnachtsmarkt drei Weihnachtsmärkte in der Gemeinde statt.

### Kulinarische Spezialitäten
Der Oppenweher Spargel ist überregional bekannt und wird auf den sandigen Böden der Gemeinde angebaut. Im Mai findet Ostwestfalens größter Spargelmarkt in Stemwede statt.

## Wirtschaft und Infrastruktur

### Verkehr
Der nächstgelegene Bahnhof Lemförde liegt an der Bahnstrecke Bremen – Osnabrück. Die Strecke führt durch Dielingen und zerschneidet das Dorf in zwei Teile. In Drohne liegt ein Betriebsbahnhof, der als Ausweichbahnhof für die viel befahrene Hauptstrecke dient. Die Bahnstation ist ohne Personenverkehr. Regionalbusse fahren nach Lemförde, Rahden, Lübbecke und Espelkamp. Stemwede ist über die gut ausgebaute Landesstraße 770 (Bohmte-Espelkamp-Petershagen) an die B 51, B 239, B 61 und an die B 482 angebunden. Die nächsten großen Flughäfen sind in Münster-Osnabrück und Bremen.
Durch Stemwede führen die überregionalen Radrouten Hannover-Steinhuder Meer-Dümmer See und in die Mühlenroute. Durch die Gemeinde führt außerdem der Fernwanderweg Ems-Hase-Hunte-Else-Weg.

### Ansässige Unternehmen
Größtes Unternehmen in Stemwede ist die ZF Friedrichshafen AG, die in Dielingen mit rund 1900 Mitarbeitern Fahrwerkskomponenten für Pkw, Lkw und Busse entwickelt und produziert. Zweitgrößter Arbeitgeber im Ort ist die Depenbrock Bau GmbH & Co. KG, die rund 870 Mitarbeiter hat, die allerdings nicht alle in der Zentrale in Stemwede arbeiten. Neben diesen beiden größeren Unternehmen existieren im Wesentlichen aber nur kleinere mittelständische Unternehmen in Stemwede. Die OKT Gruppe mit Hauptsitz und einem von drei Standorten in Oppenwehe beschäftigt europaweit ca. 450 Mitarbeiter. Die seit über vierzig Jahren in Wehdem ansässige OPTIFIT Jaka-Gruppe beschäftigt zurzeit ca. 300 Mitarbeiter.
Im Ortsteil Levern befindet sich die Zentralverwaltung und das Logistikzentrum der Firma Rila Feinkost-Importe.

### Medien
Die Stemweder Zeitung ist eine lokale Zeitung mit Mantel des Westfalen-Blatts. Einen Lokalteil für Stemwede gibt auch die Neue Westfälische für Stemwede heraus. Das Diepholzer Kreisblatt produziert eine „Heimatzeitung für Stemwede und Rahden“. Das Lokalradio für den Kreis ist Radio Westfalica. Im Maßregelvollzug im Schloss Haldem wird eine der wenigen deutschen Gefangenenzeitungen produziert.

### Öffentliche Einrichtungen
Der Sitz der Gemeinde Stemwede ist im Ortsteil Stemwede-Levern.
Die Gemeinde unterhält eine Bibliothek / Mediothek in Wehdem sowie die Gemeindebüchereien Oppenwehe, Dielingen, Stemwede und Levern.
Das Jugendbistro Life House Stemwede in Wehdem wird vom Verein für Jugend, Freizeit und Kultur betrieben. Es bietet Kindern und Jugendlichen eine Ganztagsbetreuung mit Essensmöglichkeit und projektorientierter Jugendarbeit. Dazu arbeitet es eng mit der Sekundarschule (ehemals Haupt- und Realschule) Stemwede zusammen, mit der es auch räumlich eng verbunden ist. Zusätzlich wird das Gebäude für kulturelle Veranstaltungen verschiedenster Art genutzt, die sich zum Teil auch an ein erwachsenes Publikum richten.
Die Freiwillige Feuerwehr Stemwede besteht aus 13 Löschgruppen, die jeweils in einem der Dörfer der Gemeinde stationiert sind. Die Löschgruppen sind in 3 Löschzügen organisiert, deren Einzugsgebiet jeweils die ehemaligen Ämter Dielingen, Levern und Wehdem umfassen.
Die Krankenversorgung ist auf Kreisebene organisiert. Die nächsten Krankenhäuser befinden sich in Minden, Lübbecke und Rahden (siehe Mühlenkreiskliniken).
Neben der Feuerwehr ist das Deutsche Rote Kreuz Ortsverein Stemwede e. V., im Rahmen der nichtpolizeilichen Gefahrenabwehr, mit der Einsatzeinheit West im Katastrophenschutz tätig.
Der Landschaftsverband Westfalen-Lippe betreibt die Westfälische Klinik Schloss Haldem, eine Maßregelvollzugsanstalt zur Behandlung und Rehabilitation Suchtkranker.
Stemwede gehört zum Amtsgerichtsbezirk Rahden.
Der Abfall der Gemeinde Stemwede wird gemäß Abfallgesetz der Bundesrepublik Deutschland im Entsorgungszentrum Pohlsche Heide entsorgt.

### Bildung
In Stemwede gibt es Grundschulen in Haldem, Levern, Oppenwehe und die Freie evangelische Grundschule Oppendorf. Weiterführend als Sekundarschule ist die Stemweder-Berg-Schule.
Darüber hinaus ist Stemwede Mitglied des Zweckverbandes Volkshochschule Lübbecker Land.

### Fremdenverkehr
̠Die Stadt Preußisch Oldendorf gehört zum Tourismusverband Sieben. Tourismus ist aber insgesamt eher schwach ausgeprägt. Der lokale Schwerpunkt des Fremdenverkehrs liegt im Bereich des Mittelgebirges Stemweder Berg sowie im Dorf Levern.

## Persönlichkeiten

### Ehrenbürger
Nach dem Tod von Fritz Möller im Dezember 2024 hat aktuell keine lebende Person eine Ehrenbürgerschaft.
- Fritz Möller (* 18. Dezember 1929; † 3. Dezember 2024[37][36]), wurde anlässlich seines 50-jährigen Ratsjubiläums zum ersten Ehrenbürger der Gemeinde Stemwede ernannt.
- Heinz Becker (1926–2017), von 1969 bis 1972 Amtsbürgermeister des Amtes Dielingen-Wehdem, von 1973 bis 1994 erster Bürgermeister der Gemeinde Stemwede[38]
- Am 8. April 1933 bot die damals selbstständige Gemeinde Drohne dem Reichskanzler Adolf Hitler die Ehrenbürgerschaft an. Diese nahm er am 12. Mai 1933 an. Am 7. Juli 2010 wurde Adolf Hitler die Ehrenbürgerschaft durch den Rat der Gemeinde Stemwede, als Rechtsnachfolgerin der Gemeinde Drohne, aberkannt.[39]

### Söhne und Töchter der Gemeinde
Aus Ortsteilen der heutigen Gemeinde Stemwede stammen die Politiker Karl von der Horst, Adolf von der Horst, Heinrich Schumacher (1899–1982),  Gustav Niermann (1919–1989),  Wilhelm Priesmeier (* 1954) und Friedrich Schepsmeier (* 1949), die Schriftstellerin Judith Rave, der Arzt und Kletterpionier Fritz Brosin, der Historiker Heinrich Strangmeier (1899–1986), der Unternehmer Julius Tielbürger (1919–1995) und der Agrargeograph Hans-Wilhelm Windhorst (* 1944).

### Weitere Persönlichkeiten, die mit der Gemeinde in Verbindung stehen
Der Mindener Bischof Konrad I. von Rüdenberg gründete 1227 das Kloster in Levern. Der Unternehmer Gustav von Gülich (1791–1847) kultivierte Ödland in Levern. Ebenfalls in Levern lebte die Kochbuchautorin Henriette Davidis (1801–1876). Die Schriftstellerin Lena Klassen (* 1971) lebt im Ortsteil Oppendorf.